# Lokalbahn Littau–Groß Senitz
Die Lokalbahn Littau–Groß Senitz (tschech.: Místní dráha Litovel–Senice) war eine private Lokalbahn im heutigen Tschechien. Die Strecke führt von Litovel nach Senice na Hané.

## Geschichte
Am 31. Dezember 1913 wurde dem „Bürgermeister Caspar Gallas im Vereine mit dem Haus- und Realitätenbesitzer Johann Starostik die erbetene Konzession zum Baue und Betriebe einer normalspurigen Lokalbahn von der Station Littau der k.k. Staatsbahnen über Haniowitz und Köllein zur Station Großsenitz der k.k. Staatsbahnen nebst einer Abzweigung zu den Steinbrüchen in Lautsch“  erteilt.
Am 1. August 1914 wurde die Strecke eröffnet. Den Betrieb führte die Betriebsdirektion Brünn-Czernowitz der k.k. österreichischen Staatsbahnen (kkStB) für Rechnung der Eigentümer mit deren Betriebsmitteln aus.
Am 1. Januar 1925 wurde die Lokalbahn Littau–Groß Senitz per Gesetz verstaatlicht und die Strecke wurde ins Netz der ČSD integriert.

## Strecken
- Littau–Gross Senitz
- Littau-Kozelitz–Lautsch

## Lokomotiven

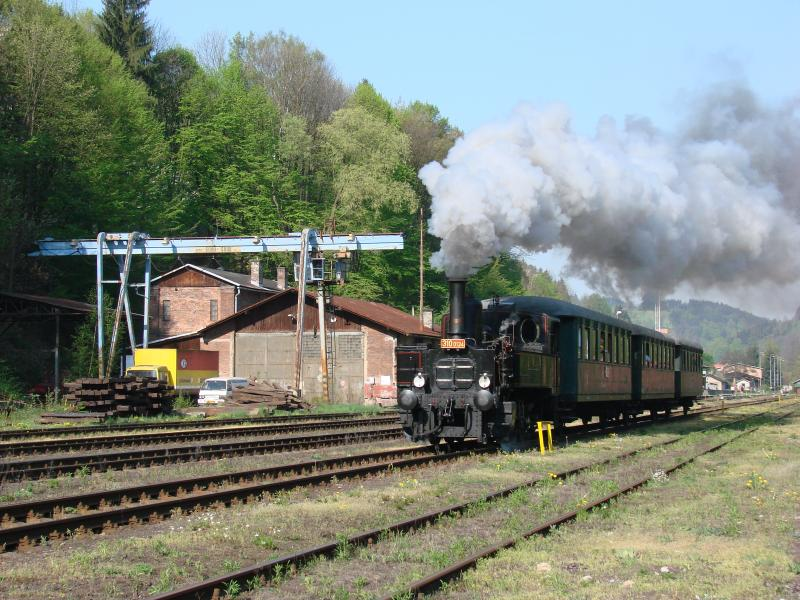
Museumslokomotive 310.0134 mit Sonderzug bei Železný Brod (2007)

Die Lokalbahn Littau–Groß Senitz beschaffte für ihre Lokalbahn zwei dreifachgekuppelte Lokalbahn-Tenderlokomotiven, wie sie auch von den kkStB als Reihe 97 beschafft wurden. Die beiden Lokomotiven trugen neben den Nummern 1 und 2 die Namen LITOVEL und CHOLINA. Die Nr. 1 LITOVEL (ČSD 310.0134) blieb museal erhalten und gehört heute als betriebsfähige Museumslokomotive dem Depot Turnov der České dráhy (ČD).